# Ridgway (Illinois)
Pour les articles homonymes, voir Ridgway.
Ridgway est un village du comté de Gallatin dans l'Illinois, aux États-Unis,. Situé au centre du comté, il est incorporé le 25 septembre 1901.

## Démographie
Lors du recensement de 2010, le village comptait une population de 869 habitants. Elle est estimée, en 2016, à 807 habitants.

## Source de la traduction
- (en) Cet article est partiellement ou en totalité issu de l’article de Wikipédia en anglais intitulé « Ridgway, Illinois » (voir la liste des auteurs).